# エイク
エイク (ロシア語: Эйик; サハ語: Ээйик)とは、ロシア連邦サハ共和国オレニョーク地区にある村。エイイクとも表記される。地区の中心地であるオレニョークから550 km離れている。人口は344人（2010年）。エイク湖の湖岸に位置する。